# 볼로미터

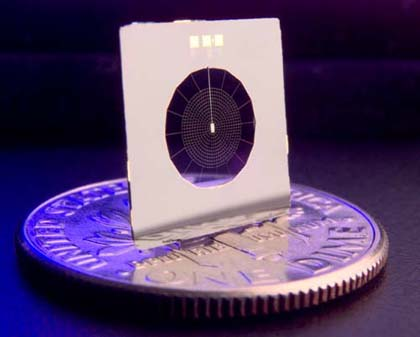

볼로미터(Bolometer)는 온도에 따라 달라지는 전기 저항을 갖는 물질을 사용하여 복사열을 측정하는 장치이다. 1878년 미국의 천문학자 새뮤얼 피어폰트 랭글리가 발명했다.

## 작동 원리
볼로미터는 열 링크를 통해 열 저장소(일정한 온도의 본체)에 연결된 얇은 금속층과 같은 흡수성 부품으로 구성된다. 그 결과 흡수 부품에 충돌하는 모든 방사선은 저장소의 온도보다 온도를 높인다. 흡수된 전력이 클수록 온도가 높아진다. 감지기의 속도를 설정하는 고유 열 시정수는 흡수 부품과 저장소 사이의 열 전도도에 대한 흡수 부품의 열 용량의 비율과 같다. 부착된 저항 온도계로 온도 변화를 직접 측정하거나 흡수 소자 자체의 저항을 온도계로 사용할 수 있다. 금속 볼로미터는 일반적으로 냉각 없이 작동한다. 이것들은 얇은 호일 또는 금속 필름으로 생산된다. 오늘날 대부분의 볼로미터는 금속이 아닌 반도체 또는 초전도체 흡수 부품을 사용한다. 이 장치는 극저온에서 작동할 수 있으므로 감도가 훨씬 더 높아진다.
볼로미터는 흡수체 내부에 남아 있는 에너지에 직접적으로 민감한다. 이러한 이유로 이것들은 이온화 입자와 광자뿐만 아니라 비이온화 입자, 모든 종류의 방사선, 심지어 알려지지 않은 형태의 질량이나 에너지(암흑 물질과 같은)를 찾는 데 사용될 수 있다. 이 차별의 부족은 또한 단점이 될 수 있다. 가장 민감한 볼로미터는 재설정하는 데 매우 느리다(즉, 환경과의 열 평형 상태로 돌아가기). 반면에 기존의 입자 탐지기에 비해 에너지 분해능과 감도 면에서 매우 효율적이다. 열 감지기(thermal detector)라고도 한다.

## 같이 보기
- 열전대
- 고온계
- 서미스터